# Сюе Тао
Сюе Тао (*768 — †831) — відома китайська поетеса та куртизанка часів династії Тан.

## Життєпис
Народилася у столиці імперії Чан'ань у родині середнього державного службовця Сюе Юна. Отримала класичну освіту. З 8 років почала складати вірші. Замолоду переїздить з батьком до Ченду, де той отримав посаду митаря. Тут Сюе Юн заручив доньку з представником місцевої заможної родини Се Гуанцзи. В цей час помирає батько, не залишивши значних коштів. Тому шлюб Сюе Тао не відбувся. Незабаром вона реєструється цзинюй (куртизанкою) у «весняному кварталі». Завдяки віршам та розуму стає відомою у місті та провінції. Товаришує з багатьма поета тогочасного Китаю — Бо Цзюй-і, Ду Му, Лю Юйсі, Чжан Цзи, Юань Чженєм, підтримуючи з ними листування. Окрім того була коханкою останнього.
У 805 році стає фавориткою та фактично особистим секретарем військового губернатора провінції Сичуань — Вей Гао. Втім 13 вересня того ж року він помирає. Тоді Сюе Тао усамітнюється у своєму будинку з парком Ваньцзянлоу, продовжуючи складати вірші та спілкуватися із друзями-поетами до самої смерті у 831 році. Наприкінці життя схилилася до даосизму.

## Творчість
У доробку Сюе Тао близько 450 віршів та поем, з них лише 100 збереглися дотепер. Частину віршів складає цикл «Десять розставань». Головна тема — кохання, природа, стосунки із людьми, проповідь краси, вільного кохання, вакхічні мотиви, часто сумні. Лірика Тао напрочуд чутлива та витончена. Відома була також складанням так званих «віршів на випадок». У доробку Сює Тао є наслідування народним пісням.
Відомі вірші:
- Відвідуючи храм Ушаньмяо
- Ластівка залишає гніздо
- Пух верби
- Сумую за батьківщиною
- Водяний горіх у ставку
- На березі
- Рибонька залишає став
- Собака залишає господаря
- Місяць
- Пишу про побачення у горах Хушишань
- Слухаю гру монаха на очеретяній сопілці

З Сюе Тао пов'язують винахід спеціального паперу для листування — так званного «червоного паперу Сюе Тао». Поетеса виготовляла його з кори та листя гібіскуса з доданням рисової соломи, соку журавця та маленьких зелених орхідей.